# Miss Slovenije 1991
Miss Slovenije 1991 je bilo lepotno tekmovanje, ki je bilo 27. septembra 1991 v Kristalni dvorani Zdravilišča Rogaška Slatina. 
Poleg tabloida Kaj in mariborske agencije Daco je bilo zdravilišče tudi organizator. Med gosti je bil takratni minister za informiranje Jelko Kacin.
Voditelja sta bila Miša Molk in Bogdan Barovič. Glasbeni gost je bil Vice Vukov s sinom. Tekmovalke so predstavljale novosti modnih proizvajalcev (Labod in McClub). Po končanem tekmovanju je bila zabava s plesom, kjer je igral ansambel Kristali.
Zmagovalka Teja Skarza ni odšla na svetovno tekmovanje, ker papirji niso bili urejeni. V London je odšla zadnja miss Jugoslavije, Slavica Tripunović.
Med sponzorji so bili Club M (Velenje), Zlatarstvo Bojan Ribežl, Labod Novo Mesto in Dana Mirna. Zmagovalki je bil obljubljen diadem v vrednosti 100.000 din in potovanje na Tenerife v vrednosti 14.000 mark. Kasneje naj bi Skarza tožila organizatorje, ker ni dobila nagrad.

### Uvrstitve
- zmagovalka Teja Skarza, 19 let, upravno administrativna šola, Ljubljana
- 1. spremljevalka Maruša Rebernik, 19 let, študentka kemije z Rakeka
- 2. spremljevalka Irena Jama, 19 let, grafična oblikovalka iz Ljubljane

Vse tri so se že ukvarjale z manekenstvom.

### Žirija
Predsedoval ji je akademski slikar Tomo Vran, med člani so bili še miss Slovenije 1990 Vesna Musić, Emil Milan Pintar (sociolog in politik), Helena Blagne (pevka), Stane Sumrak (režiser), Rok Lasan (modni delavec) in Janko Razgoršek (podjetnik).

### Težave
Tekmovanje je zaznamoval spor med VTV, ki je snemal za Televizijo Slovenija, in Kanalom A o tem, komu so zares obljubili ekskluzivne pravice za snemanje in ali te sploh obstajajo. Ekipo Kanala A so poslali ven, potem pa je le posnela dogodek.
Druga spremljevalka Irena Jama se je prejšnje leto udeležila izbora za miss Jugoslavije, ki se ji je zdel veliko bolje organiziran.

## Miss Jugoslavije 1991
Tekmovanje je bilo 6. oktobra 1991 v beograjskem centru Sava.
- zmagovalka Slavica Tripunović, Borovo selo (Srbija)
- 1. spremljevalka Dragana Miličević, Beograd
- 2. spremljevalka Vesna Petrović, Klek pri Zrenjaninu

Vir